# Sự nghiệp diễn xuất của Emily Blunt

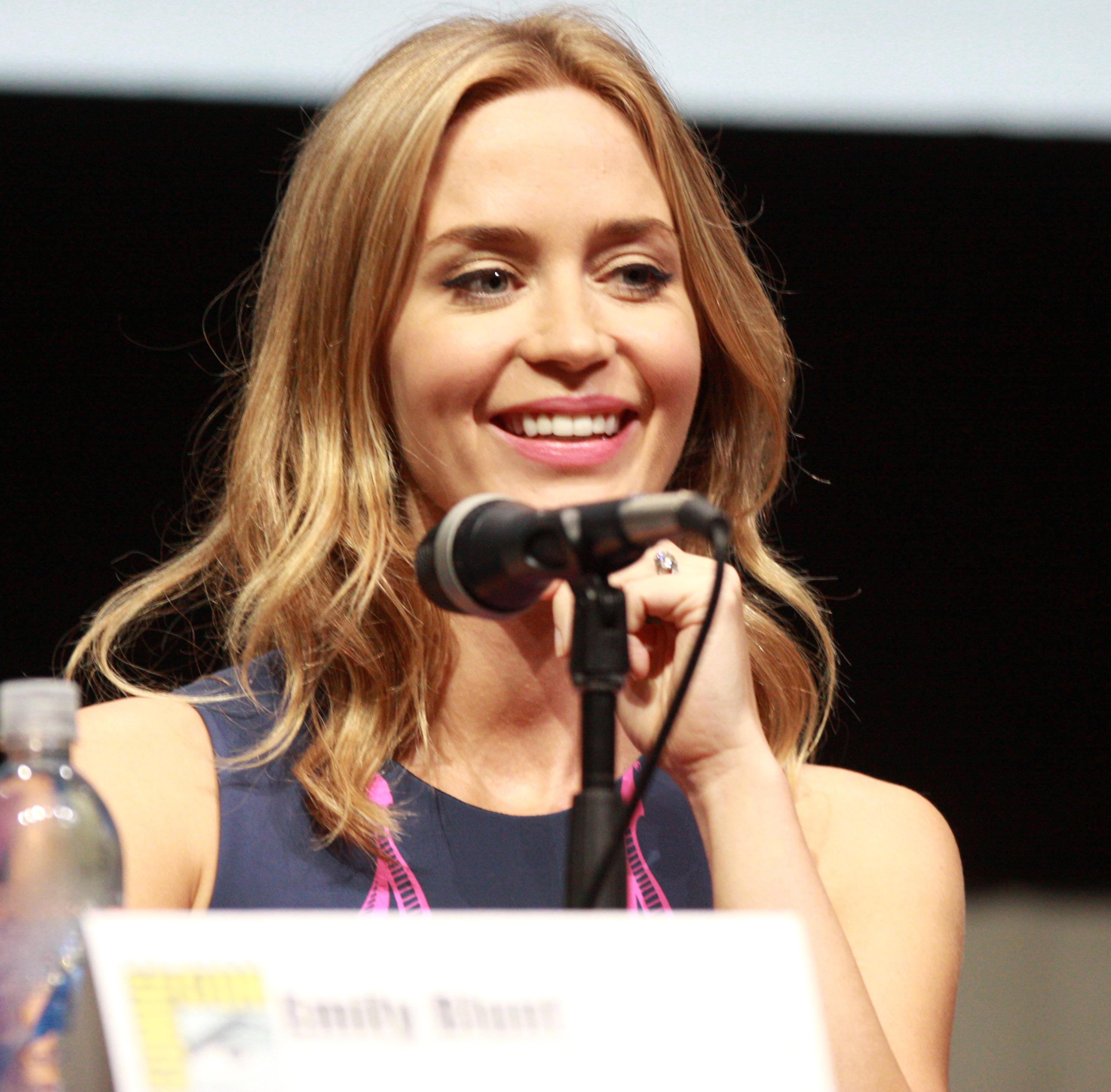
Blunt tại hội nghị San Diego Comic-Con năm 2013

Emily Blunt là một nữ diễn viên người Anh. Cô bắt đầu sự nghiệp khi còn là một thiếu niên trên sân khấu kịch của Anh bên cạnh Judi Dench trong vở The Royal Family năm 2001 do West End sản xuất. Cô xuất hiện lần đầu tiên trên truyền hình trong Boudica (2003), và ra mắt trên màn ảnh rộng với vai chính là một thiếu nữ khám phá giới tính thật của mình trong My Summer of Love (2004) của đạo diễn Paweł Pawlikowski. Với vai chính là cô gái trẻ nổi loạn trong bộ phim truyền hình Gideon's Daughter (2006) của BBC, Emily đã giành giải Quả cầu vàng cho Nữ diễn viên phụ phim truyền hình xuất sắc nhất. Cùng năm đó, cô trở nên nổi tiếng khi đóng vai trợ lý của biên tập viên thời trang trong bộ phim hài của Mỹ The Devil Wears Prada, đồng thời nhận được đề cử cho Giải BAFTA cho nữ diễn viên phụ xuất sắc nhất.
Sau bước đột phá này, Emily tiếp tục đóng vai chính trong nhiều thể loại phim đa dạng, bao gồm bộ phim tiểu sử The Young Victoria (2009), bộ phim khoa học viễn tưởng lãng mạn The Adjustment Bureau (2011), và bộ phim hài tình cảm Salmon Fishing in the Yemen (2011). Năm 2014, Emily đóng vai một nữ chiến binh trong bộ phim hành động Edge of Tomorrow, đây là bộ phim có doanh thu cao nhất của cô, và vai Vợ của người Thợ làm bánh trong bộ phim nhạc kịch kỳ ảo Into the Woods. Cô tiếp tục được khen ngợi khi vào vai một đặc vụ FBI nguyên tắc trong bộ phim tâm lý tội phạm Sicario (2015) và một người phụ nữ nghiện rượu trong bộ phim giật gân The Girl on the Train (2016); vai diễn đã giúp cô được đề cử giải BAFTA cho Nữ diễn viên chính xuất sắc nhất. Năm 2018, cô đóng vai chính trong bộ phim kinh dị được đánh giá cao A Quiet Place, do chồng mình, John Krasninski, đạo diễn, và trong bộ phim nhạc kịch kỳ ảo Mary Poppins Returns. Vai diễn trong A Quiet Place đã mang về cho Emily Giải thưởng của Nghiệp đoàn Diễn viên Màn ảnh cho Nữ diễn viên phụ xuất sắc nhất. Sau đó, nữ diễn viên đã sắm vai chính trong phần phim nối tiếp Vùng đất câm lặng: Phần II, tác phẩm phiêu lưu Jungle Cruise: Thám hiểm rừng xanh (cả hai đều ra mắt năm 2021) cũng như loạt phim truyền hình ngắn tập The English (2022). Năm 2023, Emily thủ vai phụ Katherine Oppenheimer trong bộ phim tiểu sử Oppenheimer của đạo diễn Christopher Nolan, được xem là bộ phim có doanh thu cao nhất mà cô từng góp mặt.
Bên cạnh những vai diễn trên màn ảnh, Emily còn tham gia lồng tiếng cho các phim hoạt hình như Gnomeo & Juliet (2011) và phần tiếp theo là Sherlock Gnomes (2018). Cô cũng tham gia tường thuật bản audiobook Sum: Forty Tales from the Afterlives năm 2010, thu âm các bài hát nhạc phim của Into the Woods, My Little Pony: The Movie, và Mary Poppin Returns.

## Điện ảnh
| Films that have not yet been released | Biểu thị những bộ phim chưa được phát hành |

| Năm  | Tựa đề                             | Vai diễn                        | Đạo diễn                            | Ghi chú                                 | Ct            |
| ---- | ---------------------------------- | ------------------------------- | ----------------------------------- | --------------------------------------- | ------------- |
| 2004 | My Summer of Love                  | Tamsin                          | Paweł Pawlikowski                   |                                         | [ 20 ]        |
| 2006 | The Devil Wears Prada              | Emily Charlton                  | David Frankel                       |                                         | [ 21 ]        |
| 2006 | Irresistible                       | Mara                            | Ann Turner                          |                                         | [ 22 ]        |
| 2007 | Wind Chill                         | Cô gái                          | Gregory Jacobs                      |                                         | [ 23 ]        |
| 2007 | The Jane Austen Book Club          | Prudie                          | Robin Swicord                       |                                         | [ 24 ]        |
| 2007 | Dan in Real Life                   | Ruthie Draper                   | Peter Hedges                        |                                         | [ 25 ]        |
| 2007 | Charlie Wilson's War               | Jane Liddle                     | Mike Nichols                        |                                         | [ 26 ]        |
| 2008 | The Great Buck Howard              | Valerie Brennan                 | Sean McGinly                        |                                         | [ 27 ]        |
| 2008 | Sunshine Cleaning                  | Norah Lorkowski                 | Christine Jeffs                     |                                         | [ 28 ]        |
| 2009 | The Young Victoria                 | Victoria của Anh                | Jean-Marc Vallée                    |                                         | [ 29 ]        |
| 2009 | Curiosity                          | Emma                            | Toby Spanton                        | Phim ngắn                               | [ 30 ]        |
| 2010 | The Wolfman                        | Gwen Conliffe                   | Joe Johnston                        |                                         | [ 31 ]        |
| 2010 | Wild Target                        | Rose                            | Jonathan Lynn                       |                                         | [ 32 ]        |
| 2010 | Gulliver's Travels                 | Công chúa Mary                  | Rob Letterman                       |                                         | [ 33 ]        |
| 2011 | Gnomeo & Juliet                    | Juliet                          | Kelly Asbury                        | Lồng tiếng                              | [ 34 ]        |
| 2011 | The Adjustment Bureau              | Elise Sellas                    | George Nolfi                        |                                         | [ 35 ]        |
| 2011 | Salmon Fishing in the Yemen        | Harriet Chetwode-Talbot         | Lasse Hallström                     |                                         | [ 36 ]        |
| 2011 | Your Sister's Sister               | Iris                            | Lynn Shelton                        |                                         | [ 37 ]        |
| 2011 | The Muppets                        | Nhân viên lễ tân của Miss Piggy | James Bobin                         | Khách mời                               | [ 38 ] [ 39 ] |
| 2012 | The Five-Year Engagement           | Violet Barnes                   | Nicholas Stoller                    |                                         | [ 40 ]        |
| 2012 | Looper                             | Sara                            | Rian Johnson                        |                                         | [ 41 ]        |
| 2012 | Arthur Newman                      | Charlotte / Michaela Fitzgerald | Dante Ariola                        |                                         | [ 42 ]        |
| 2014 | The Wind Rises                     | Naoko Satomi                    | Hayao Miyazaki                      | Lồng tiếng bản tiếng Anh                | [ 43 ]        |
| 2014 | Edge of Tomorrow                   | Sergeant Rita Vrataski          | Doug Liman                          |                                         | [ 44 ]        |
| 2014 | Into the Woods                     | Vợ của Người thợ làm bánh       | Rob Marshall                        |                                         | [ 45 ]        |
| 2015 | Sicario                            | Kate Macer                      | Denis Villeneuve                    |                                         | [ 46 ]        |
| 2016 | The Huntsman: Winter's War         | Freya                           | Cedric Nicolas-Troyan               |                                         | [ 47 ]        |
| 2016 | The Girl on the Train              | Rachel Watson                   | Tate Taylor                         |                                         | [ 48 ]        |
| 2017 | Animal Crackers                    | Zoe Huntington                  | Scott Christian Sava/ Tony Bancroft | Lồng tiếng                              | [ 49 ] [ 50 ] |
| 2017 | My Little Pony: The Movie          | Tempest Shadow                  | Jayson Thiessen                     | Lồng tiếng                              | [ 51 ]        |
| 2018 | A Quiet Place                      | Evelyn Abbott                   | John Krasinski                      |                                         | [ 52 ]        |
| 2018 | Sherlock Gnomes                    | Juliet                          | John Stevenson                      | Lồng tiếng                              | [ 53 ]        |
| 2018 | Mary Poppins Returns               | Mary Poppins                    | Rob Marshall                        |                                         | [ 54 ]        |
| 2020 | Wild Mountain Thyme                | Rosemary                        | John Patrick Shanley                |                                         | [ 55 ]        |
| 2020 | Vùng đất câm lặng: Phần II         | Evelyn Abbott                   | John Krasinski                      |                                         | [ 56 ]        |
| 2021 | Jungle Cruise: Thám hiểm rừng xanh | Lily Houghton                   | Jaume Collet-Serra                  |                                         | [ 57 ]        |
| 2023 | Oppenheimer                        | Katherine "Kitty" Oppenheimer   | Christopher Nolan                   |                                         | [ 58 ]        |
| 2023 | Pain Hustlers                      | Liza Drake                      | David Yates                         | Cũng là giám đốc sản xuất               | [ 59 ]        |
| 2024 | The Fall Guy                       | Jody Banks                      | David Leitch                        | Hậu kỳ                                  | [ 60 ]        |
| 2024 | IF                                 | CTB                             | John Krasinski                      | Lồng tiếng; đang trong giai đoạn hậu kỳ | [ 61 ]        |

## Truyền hình
| Năm  | Tiêu đề                                                  | Vai diễn              | Ghi chú                                 | Ct     |
| ---- | -------------------------------------------------------- | --------------------- | --------------------------------------- | ------ |
| 2003 | Boudica                                                  | Isolda                | Phim truyền hình                        | [ 62 ] |
| 2003 | Foyle's War                                              | Lucy Markham          | Tập: "War Games"                        | [ 63 ] |
| 2003 | Henry VIII                                               | Catherine Howard      |                                         | [ 64 ] |
| 2004 | Agatha Christie Poirot                                   | Linnet Ridgeway Doyle | Tập: "Death on the Nile"                | [ 65 ] |
| 2005 | Empire                                                   | Caman                 |                                         | [ 66 ] |
| 2005 | The Strange Case of Sherlock Holmes & Arthur Conan Doyle | Jean Leckie           | Phim truyền hình                        | [ 67 ] |
| 2006 | Gideon's Daughter                                        | Natasha               | Phim truyền hình                        | [ 68 ] |
| 2009 | The Simpsons                                             | Juliet                | Tập: "Lisa the Drama Queen"; lồng tiếng | [ 69 ] |
| 2015 | Lip Sync Battle                                          | Chính mình            | Tập: "Emily Blunt vs. Anne Hathaway "   | [ 70 ] |
| 2016 | Saturday Night Live                                      | Chính mình            | Tập: "Emily Blunt / Bruno Mars "        | [ 71 ] |
| 2022 | The English                                              | Cornelia Locke        | Cũng là giám đốc sản xuất               | [ 72 ] |

## Kịch nghệ
| Năm  | Tác phẩm           | Vai diễn       | Rạp hát                     | Ct     |
| ---- | ------------------ | -------------- | --------------------------- | ------ |
| 2000 | Bliss              | không xác định | Edinburgh Fringe Festival   | [ 73 ] |
| 2001 | The Royal Family   | Gwen Cavendish | Theatre Royal Haymarket     | [ 74 ] |
| 2002 | Vincent in Brixton | Eugenie Loyer  | Royal National Theatre      | [ 75 ] |
| 2002 | Romeo và Juliet    | Juliet         | Chichester Festival Theatre | [ 76 ] |

## Radio
| Năm  | Tác phẩm          | Vai diễn | Đài phát thanh | Ct     |
| ---- | ----------------- | -------- | -------------- | ------ |
| 2004 | Bumps and Bruises | Holly    | BBC Radio 4    | [ 77 ] |

## Audiobook
| Năm  | Tựa đề                               | Ct     |
| ---- | ------------------------------------ | ------ |
| 2010 | Sum: Forty Tales from the Afterlives | [ 78 ] |

## Chương trình trên mạng
| Năm  | Tựa đề         | Vai diễn | Ghi chú | Ct     |
| ---- | -------------- | -------- | ------- | ------ |
| 2020 | Some Good News | Bản thân | Tập 2   | [ 79 ] |

## Danh sách đĩa nhạc
| Năm  | Nhạc phim / Album         | Bài hát                                   | Hãng đĩa            | Ct     |
| ---- | ------------------------- | ----------------------------------------- | ------------------- | ------ |
| 2007 | Call Me Irresponsible     | "Me and Mrs. Jones"                       | Reprise Records     | [ 80 ] |
| 2014 | Into the Woods            | "A Very Nice Prince"                      | Walt Disney Records | [ 81 ] |
| 2014 | Into the Woods            | "It Takes Two"                            | Walt Disney Records | [ 81 ] |
| 2014 | Into the Woods            | "Any Moment"                              | Walt Disney Records | [ 81 ] |
| 2014 | Into the Woods            | "Moments in the Woods"                    | Walt Disney Records | [ 81 ] |
| 2014 | Into the Woods            | "Finale/Children Will Listen (Part 1)"    | Walt Disney Records | [ 81 ] |
| 2017 | My Little Pony: The Movie | "Open Up Your Eyes"                       | Hasbro Studios      | [ 82 ] |
| 2018 | Mary Poppins Returns      | "Can You Imagine That?"                   | Walt Disney Records | [ 83 ] |
| 2018 | Mary Poppins Returns      | "The Royal Doulton Music Hall"            | Walt Disney Records | [ 83 ] |
| 2018 | Mary Poppins Returns      | "Introducing Mary Poppins"                | Walt Disney Records | [ 83 ] |
| 2018 | Mary Poppins Returns      | "A Cover Is Not the Book"                 | Walt Disney Records | [ 83 ] |
| 2018 | Mary Poppins Returns      | "The Place Where Lost Things Go"          | Walt Disney Records | [ 83 ] |
| 2018 | Mary Poppins Returns      | "Turning Turtle"                          | Walt Disney Records | [ 83 ] |
| 2018 | Mary Poppins Returns      | "Trip a Little Light Fantastic"           | Walt Disney Records | [ 83 ] |
| 2018 | Mary Poppins Returns      | "Trip a Little Light Fantastic (reprise)" | Walt Disney Records | [ 83 ] |